# Uta Hagen

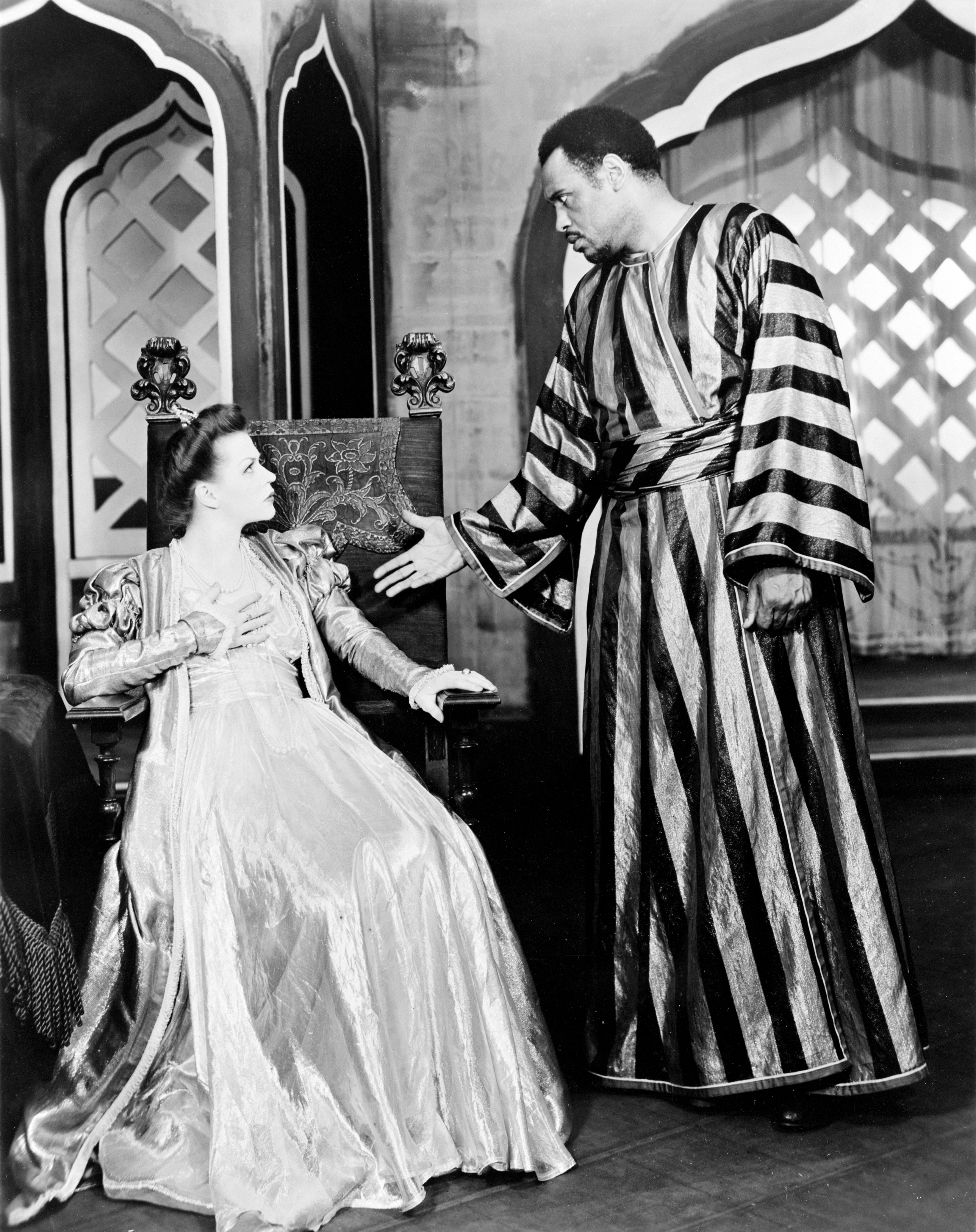
Uta Hagen und Paul Robeson in Margaret Websters Othello, NYC 1943

Uta Thyra Hagen (* 12. Juni 1919 in Göttingen; † 14. Januar 2004 in New York City, New York, Vereinigte Staaten) war eine deutsch-amerikanische Schauspielerin.

## Leben
Uta Hagen war die Tochter des Kunsthistorikers Oskar Hagen und der Opernsängerin Thyra Leisner (1886–1938); Emmi Leisner war ihre Tante. 1924 zog sie mit ihren Eltern von Deutschland in die Vereinigten Staaten nach Wisconsin. Nach einem Studium der Dramatischen Künste in London (1936/1937) wurde sie in Amerika zu einer gefeierten Bühnenschauspielerin.
Ihr Bühnendebüt hatte sie 1937 in Shakespeares Hamlet als Ophelia in Dennis, Massachusetts. In Othello, inszeniert von Margaret Webster, stand Uta Hagen 1943 als Desdemona neben Paul Robeson in der Titelrolle, José Ferrer als Jago und der Regisseurin als Emilia auf der Bühne. Sie war zu der Zeit mit Ferrer verheiratet, betrieb aber gleichzeitig eine Affäre mit Robeson. 1947 ersetzte sie Jessica Tandy in der Rolle der Blanche am Broadway in Tennessee Williams’ Drama Endstation Sehnsucht mit Marlon Brando als Stanley. Im selben Jahr spielte sie in New York Gretchen in einer deutschsprachigen Inszenierung von Goethes Faust.
In der Uraufführung von Edward Albees berühmtem Theaterstück Wer hat Angst vor Virginia Woolf? spielte sie 1962 die Rolle der Martha neben Arthur Hill als George. Zu ihren wenigen Filmauftritten zählen Rollen in The Boys from Brazil (1978) neben Laurence Olivier, Gregory Peck und Lilli Palmer und in Die Affäre der Sunny von B. (1990) neben Glenn Close und Jeremy Irons.
Als Schauspiellehrerin unterrichtete sie an der Schauspielschule ihres zweiten Ehemannes, dem Herbert Berghof Studio, Schauspieler wie Robert De Niro und Amanda Peet, aber auch Geraldine Page, Jason Robards und Matthew Broderick. 1973 schrieb sie ihr erstes Buch, Respect for Acting, in dem sie den Beruf des Schauspielers als anspruchsvolles wie gleichermaßen vielfältiges Handwerk aufzeigte und darlegte. Mit Stand 2025 sind ihre Bücher nach wie vor erhältlich. Hagens Auffassungen und Methoden fanden die folgenden Jahrzehnte sowohl in der Schauspielausbildung als auch in der Fachliteratur dazu Berücksichtigung.
Der Nachlass von Uta Hagen liegt in der Performing Arts Research Collections der New York Public Library.

## Auszeichnungen
Für ihre Leistungen erhielt Hagen zweimal einen Tony Award und 1999 einen weiteren für ihr Lebenswerk, einen Lifetime Achievement Award. 1999 wurde sie in die American Academy of Arts and Sciences gewählt.

## Veröffentlichungen
- Respect for Acting. Macmillan, New York, 1973.
- A Challenge for the Actor. Macmillan, New York, 1991.

## Privates
Uta Hagen war mit zwei Schauspielerkollegen verheiratet; ihre erste, 1938 mit José Ferrer geschlossene Ehe endete 1948 in Scheidung. Danach heiratete sie am 25. Januar 1957 Herbert Berghof, mit dem sie bis zu dessen Tod 1990 verheiratet war. Ihr älterer Bruder Holger Hagen war von 1945 bis 1948 Theater- und Musikbeauftragter der US-Militärregierung in Westdeutschland. Bis zu seinem Tod 1996 war er in Deutschland ein gefragter Schauspieler und Synchronsprecher.

## Filmografie (Auswahl)
- 1945: Victory
- 1972: The Other
- 1978: The Boys from Brazil
- 1990: Die Affäre der Sunny von B. (Reversal of Fortune)